# جون كيركباي
جون كيركباي (بالإنجليزية: John Kirkby)‏ هو لاعب كرة قدم أمريكي، ولد في 29 نوفمبر 1929 في الولايات المتحدة، وتوفي في 30 أغسطس 1953 في ريكسهام في المملكة المتحدة. لعب مع ستوك سيتي ونادي ريكسهام.